# Викляйн, Герман
Герман Бернхард Маркус Викляйн (нем. Hermann Bernhard Markus Wicklein; 14 декабря 1911, Эссен, Германская империя — 9 ноября 1986, Оберхаузен, ФРГ) — оберштурмфюрер СС, адъютант коменданта концлагерей Герцогенбуш, Равенсбрюк и Флоссенбюрг.

## Биография
Герман Викляйн родился 14 декабря 1911 года. Посещал народную школу и городское коммерческое училище. С начала 1927 года учился коммерции и после окончания обучения до своего увольнения в конце сентября 1930 года работал помощником продавца. Летом 1932 году работал стенографистом в окружном суде в Бад-Зальцунгене. Впоследствии перебивался случайными заработками, которые сменялись периодами безработицы.
В декабре 1932 года присоединился к Штурмовым отрядам (СА). 1 марта 1933 года был зачислен в ряды СС (№ 114870). 1 мая 1935 года вступил в НСДАП (билет № 3670324). Весной 1934 года прошёл учебный курс в спортивной школе СС в Фюрте. С мая 1934 года служил в охране концлагеря Дахау и в начале февраля 1935 года был переведён в комендатуру лагеря. В апреле при содействии Гюнтера Тамашке был переведён в инспекцию концлагерей. С конца 1937 года служил в комендатуре концлагеря Лихтенбург. В мае 1939 года был переведён в концлагерь Равенсбрюк, где с 1 августа 1941 года был адъютантом коменданта концлагеря Макса Кёгеля. С августа по октябрь 1942 года проходил учебный курс в школе для унтер-офицеров в Радольфцелле. В ноябре 1942 года был отправлен в дивизию СС «Принц Евгений», но из-за аварии на мотоцикле в боевых действиях участия не принял.
В апреле 1943 года стал адъютантом коменданта концлагеря Флоссенбюрг. С октября 1943 года был адъютантом коменданта концлагеря Герцогенбуш Адама Грюневальда. В феврале 1944 года был снят с поста из-за гибели 10 женщин в бункере: 15 января 1944 года комендант лагеря Адам Грюневальд, Викляйн и шуцхафтлагерфюрер Арнольд Штриппель заперли 74 женщины в камеру площадью 9,5 м². Ещё 17 женщин был заперты в соседней камере. Утром 16 января, когда двери открыли двери камеры, 10 женщин умерло от удушья. Поскольку этот инцидент вызвал большой резонанс среди голландской общественности, Грюневальд и Викляйн предстали перед судом СС в Гааге. 6 марта 1944 года за жестокое обращение Грюневальд был приговорён к 3,5 годам, а Викляйн за пособничество к шести месяцам заключения. Генрих Гиммлер помиловал обоих подсудимых. Викляйн был отправлен в Баркхаузен, где стал руководителем филиала концлагеря Нойенгамме. До апреля 1945 года возглавлял филиалы концлагеря Нойенгамме в Хаусберге и Лербекке/Несен.
После окончания войны попал в британский плен, из которого в сентябре 1945 года бежал. Викляйн проживал в Оберхаузене. В 1969 году был допрошен, но расследование было прекращено за истечением срока давности.